# Інститут сходознавства та міжнародних відносин «Харківський колегіум»
Інститут сходознавства і міжнародних відносин «Харківський колегіум» — приватний вищий навчальний заклад III рівня акредитації, розташований у Харкові.

## Історія
Інститут засновано 4 квітня 1992 р. як Регіональний університет «Харківський колегіум», 1995 р. перейменовано в Інститут сходознавства і міжнародних відносин «Харківський колегіум».
З 1992 р. Інститутом здійснено 13 випусків бакалаврів і спеціалістів (станом на 2012 р.).
Частково історія інституту відображена у випусках інститутського періодичного видання «Якіта».

## Структура, спеціальності
На факультеті «Міжнародні економічні відносини» готуються фахівці за спеціальністю 7.030403 «Міжнародні економічні відносини», а на факультеті «Міжнародні відносини» — 7.030401 «Міжнародні відносини». Обидві спеціальності мають такі відділення: арабське, індонезійське, китайське, корейське, перське, турецьке, японське..
У складі інституту працюють 4 кафедри:
- міжнародних відносин;
- міжнародних економічних відносин;
- східних та європейських мов;
- соціально-гуманітарних дисциплін.

## Акредитація
Відповідно до листа Міністерства освіти і науки України № 1/9-616 від 28.11.2014 «Щодо оптимізації мережі вищих навчальних закладів» цьому вищому навчальному закладу, а також 52 іншим вишам, запропоновано визначитись до завершення 2014/2015 навчального року стосовно доцільності подальшого функціонування або можливого об'єднання зусиль з іншими навчальними закладами через «очевидну невідповідність ліцензованим умовам». Акредитаційна комісія України має розглянути доцільність діяльності вишу до травня 2015 року.

## Відомі випускники
- Трюхан Вадим Валерійович
- Плахотнюк Андрій Миколайович

## Бібліотека
Фонд бібліотеки інституту становить понад 25 тис. примірників.